# Berauner Kreis

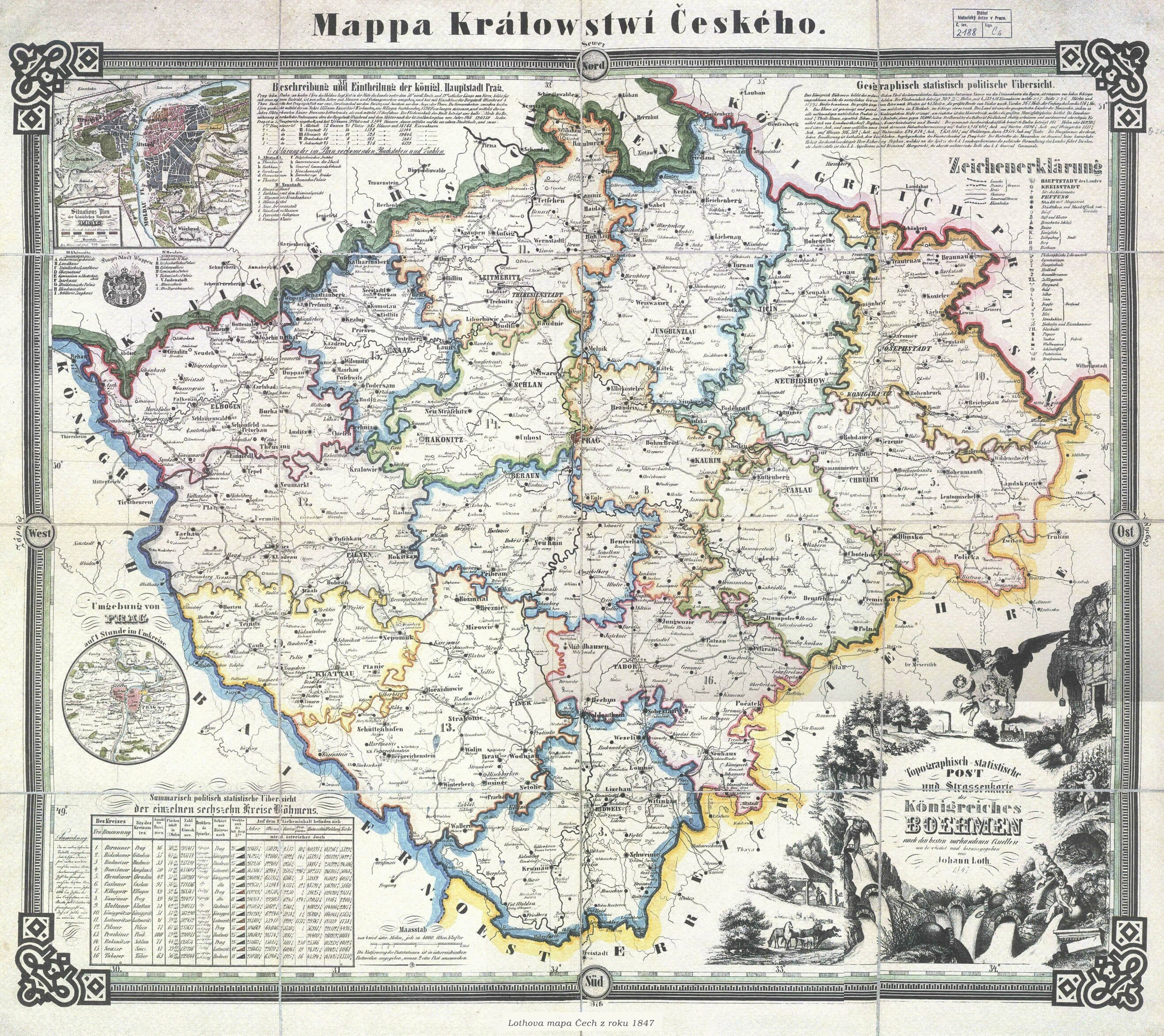
Böhmische Kreise 1847

Der Berauner Kreis (tschechisch Berounský kraj) war ein Verwaltungsbezirk im zentralen Bereich des Königreichs Böhmen, benannt nach der Stadt Beraun (Beroun), dessen Kreishauptmann seinen Sitz außerhalb des Kreisgebietes auf der Prager Kleinseite hatte. Diese Verwaltungseinheit war 1714 aus dem früheren Moldauer Kreis und dem Podbrder Kreis entstanden, bis 1791 war Beraun der Kreissitz. Er ging 1849 im neu gebildeten Prager Kreis auf.

## Demographie
Zum Kreis gehörten 70 Dominien und Städte. Darunter waren 10 Städte, davon eine k.k. Kreisstadt, zwei k. Bergstädte sowie 7 Munizipal- und Schutzstädte und 784 Dörfer.
Die Einwohnerzahl des Kreises wird auf der Grundlage der Zählung von 1843 mit 201.404 Personen angegeben. Zu diesem Zeitpunkt sprach die ansässige Bevölkerung durchgehend Böhmisch in reiner Mundart.
Vikariate der Prager Erzdiözese waren das von Mauth mit einem Sekretariat in Beraun, das von Přibram (Sekretariat in Ginetz) und das von Wotitz (Sekretariat in Sedletz). In Sobiehrad lag eine Pfarrstelle der Augsburger Konfession, zu der hier eine Gemeinde gehörte. Der Sitz des jüdischen Kreisrabbiners befand sich in Prag, der um 1845 von dort im Berauner Kreis 578 Familien betreute.

## Geographische Beschreibung
Um 1845 betrug die Fläche des Berauner Kreises 52,8 Quadratmeilen. Zu den größeren Ortschaften im Kreis Beraun zählten Beneschau, Beraun, Dobříš, Hořowitz, Hostomitz, Königshof, Königsaal, Milín, Přibram und Zbirow.
Die Landschaft im Kreis ist überwiegend gebirgig, darunter das Třemoschna-Gebirge, das Waldgebirge bei Dobříš und die Höhenzüge um Karlstein, früher Hausina-Gebirge genannt. Zu den größeren Wasserläufen im ehemaligen Kreisgebiet gehören die Flüsse Moldau, Berounka, Sázava und Litavka.

## Land- und Forstwirtschaft
Die Möglichkeiten zur Feldwirtschaft waren im Vergleich zu anderen böhmischen Kreisen durch die vorhandene Gebirgslandschaft eingeschränkt. Der Anbau von Nutzpflanzen war nur in den tiefer gelegenen Arealen verbreitet. Dazu gehörten Weizen, Flachs, Gerste, Hafer und Kartoffeln, vereinzelt Rüben zur Zuckerfabrikation und Raps. Im Verlauf des zweiten Drittels des 19. Jahrhunderts gewann der Obstbau an Bedeutung, weil Hutweiden und bisher ungenutzte Flächen mit Obstbäumen bepflanzt worden waren. In dessen Verlauf nahm die Kultivierung von Äpfeln, Birnen, Pflaumen und Sauerkirschen im Berauner Kreis zu.
In der Viehhaltung stand um 1845 die Schafhaltung mit 84.584 (1840: 112.537) Tieren im Vordergrund. Es gab ferner zu diesem Zeitpunkt 29.951 (1840: 30.184) Kühe, (1840: 11.994) 12.514 Ochsen  sowie (1840: 6.693) 6.788 Pferde. Im Königreich Böhmen befand sich im Berauner Kreis das Zentrum der Schafwollherstellung, die in der Umgebung von Hořowitz qualitativ besonders hoch entwickelt war. Zur Be- und Verarbeitung von Wolle existierten 150 Betriebe in unterschiedlicher Größe.
Demzufolge gab es auch lederverarbeitende Betriebe im Kreis, um 1840 existierten 36 Lohgerber, 10 Rotgerber und 30 Weißgerber im Kreis, ferner noch 20 Handschuhmacher und 56 Kürschner, 16 Riemer und 6 Sattler.
Bei der Nutzung des natürlichen Fischbestandes konzentrierte sich die Binnenfischerei auf Hechte, Karpfen, Schleien und Welse. In Gebirgsbächen fing man Forellen und Aale. Die Fischzucht in Teichen blieb gering, da größere Wasserflächen dieser Art im Kreis selten waren. Der jährliche Fischertrag belief sich auf 1.772 Zentner.
Etwa ein Viertel der Fläche des Berauner Kreises war mit Wäldern bedeckt, die sich vorrangig aus Nadelgehölzen zusammensetzten. Unter den Arten der vertretenen Laubbäume befanden sich Buchen, Birken und Erlen.

## Montanwirtschaft und andere mineralische Rohstoffe
Im Bergbaurevier von Přibram existierten Bergwerke auf Silber- und Bleierze,  wo in der gleichnamigen Stadt das k.k. Bergoberamt seinen Sitz hatte. Dort befand sich auch das k.k. Distrikts-Berggericht für die böhmischen Kreise Beraun, Kaurim, Rakonitz und Prachin.
Eisenerz förderten Bergwerke bei Dobříš, Königshof, Mnischek, Točnik, Zbirow und Hořowitz. Steinbrüche zur Kalkgewinnung bestanden in größerer Zahl entlang des Hausina-Gebirges. Kohleförderung betrieb man bei Hořowitz, Königshof, Točnik und Zbirow.
Amethyst gewann man bei Přibram und Jaspissorten bei Karlstein, Pitschin und Zbirow. Für die Töpfereien stammte die Rohstoffe aus der Umgebung von Beraun, Dobříš, Hradischko, Mnischek, Slap. Genutzte Mineralquellen, aber um 1845 nur von geringer Bedeutung, existierten in Kuchelbad.

## Lage
Angrenzende Kreise um 1845 waren:
- im Norden: Rakonitzer Kreis
- im Westen: Pilsner Kreis
- im Süden: Prachiner Kreis und Taborer Kreis
- im Osten: Kaurimer Kreis und Taborer Kreis